# Asante Samuel
(en) Statistiques sur pro-football-reference
Asante T. Samuel, né le 6 janvier 1981 à Fort Lauderdale (Floride), est un joueur américain de football américain évoluant au poste de cornerback pour les Falcons d'Atlanta.

## Biographie
Il a étudié à l'University of Central Florida et joua pour les Knights d'UCF.

### Avec les Patriots de la Nouvelle-Angleterre
Il est drafté en 2003 à la 120e place (quatrième tour) par les Patriots de la Nouvelle-Angleterre. Avec eux, il remporte deux fois le Super Bowl, le XXXVIII en 2003 et XXXIX en 2004, et joue le Super Bowl XLII en 2007. Il est également sélectionné pour la première fois au Pro Bowl cette dernière année. Il est également coleader en nombre d'interceptions (10) de la saison 2006, à égalité avec Champ Bailey.

### Avec les Eagles de Philadelphie
À partir de la saison 2008, il joue avec les Eagles de Philadelphie. À Philadelphie, il finit coleader en nombre d'interceptions (9) de la saison 2009, et est sélectionné pour trois autres Pro Bowl (2008, 2009 et 2010).

### Avec les Falcons d'Atlanta
Il est échangé en 2012 aux Falcons d'Atlanta contre un 7e tour de Draft. Mais les Falcons le libèrent en février 2014.